# Love (filme de 2011)
Love é um filme de drama e ficção científica produzido nos Estados Unidos, dirigido por William Eubank e lançado em 2011.